# 徐瑋吟
徐瑋吟（1994年8月14日—），藝名鮪魚，台灣外拍的女模特兒和新生代女藝人，以《國光幫幫忙》擔任助理而成名。曾與小鐘搭擋主持三立電視《愛玩客》節目長達九年的時間，目前經營YouTube頻道另開旅遊行腳節目。。

## 節目

### 主持
| 日期      | 電視台     | 節目名稱            | 備註 |
|           | 三立都會台 | 《國光幫幫忙》      |      |
| 2014-至今 | 三立都會台 | 《愛玩客》          |      |
| 2018-至今 | MOD        | 《Game什麼東西》    |      |
|           | MTV        | 《choc V 愛上美》   |      |
|           | 非凡新聞台 | 《小資FUN輕鬆》     |      |
|           | MTV        | 《校園大人物》      |      |
| 2021      | 東森超視   | 《開動吧 漂亮姐姐》 |      |

### 參與節目
| 電視台     | 節目名稱             | 備註 |
| 民視       | 《美鳳有約》         |      |
| 中視       | 《我猜我猜我猜猜猜》 |      |
| 中視       | 《飢餓遊戲》         |      |
| 華視       | 《天才衝衝衝》       |      |
| 緯來綜合台 | 《姊妹淘心話》       |      |
| 三立都會台 | 《國光幫幫忙》       |      |
| 三立都會台 | 《綜藝大熱門》       |      |
| 三立都會台 | 《完全娛樂》         |      |
| 三立都會台 | 《型男大主廚》       |      |
| 三立都會台 | 《綜藝玩很大》       |      |
| 衛視中文台 | 《旅行應援團》       |      |
| 衛視中文台 | 《冠軍任務》         |      |
| 中天綜合台 | 《康熙來了》         |      |
| 中天綜合台 | 《大學生了沒》       |      |
| 中天綜合台 | 《真的了不起》       |      |
| 中天綜合台 | 《真的不一樣》       |      |
| 中天綜合台 | 《SS小燕之夜》       |      |
| 中天綜合台 | 《小明星大跟班》     |      |
| 中天綜合台 | 《麻辣天后傳》       |      |
| 中天娛樂台 | 《天天樂財神》       |      |
| 中天娛樂台 | 《真的？假的》       |      |
| 年代MUCH台 | 《今晚誰當家》       |      |
| 超視       | 《頂尖對決》         |      |
| 超視       | 《私房話老實說》     |      |
| TVBS       | 《周末熊新聞》       |      |
| Channel V  | 《美少女時代》       |      |
| MTV        | 《時尚小魔女》       |      |
| 八大綜合台 | 《娛樂百分百》       |      |

## 影視作品

### 電視劇
| 首播   | 電視台     | 劇名             | 角色           |
| 2011年 | 台視       | 前男友           | 柯妙麗(高中時) |
| 2012年 | 台視       | 花是愛           | 李怡樺(小時候) |
| 2014年 | MTV        | PMAM之美好偵探社 | 護士           |
| 2017年 | 中視       | 櫻桃小丸子       | 笹山和子       |
| 2018年 | 三立都會台 | 姊的時代         | Maggie         |
| 2020年 | 三立都會台 | 未來媽媽         | 酒吧美女       |

## 廣告
- 奧利多

## 裸照外流事件
2019年4月17日，《鏡周刊》於網路刊登報導，稱接獲匿名人士爆料，指藝人辜莞允在錄製三立電視《愛玩客》節目帛琉外景期間，以手機偷拍同房藝人、《愛玩客》固定主持人徐瑋吟（鮪魚）的淋浴照片並傳給男友分享。由於該趟外景中，徐瑋吟不慎弄丟了手機，借用了辜莞允的手機才意外得知此事。徐瑋吟返台後將此事告知經紀公司，經紀公司決定提告。
報導刊出後，辜莞允第一時間在臉書貼文否認，但徐瑋吟在同日稍晚於臉書貼文，稱全案已進入法律程序，接下來將統一由公司回應。辜莞允經紀人則稱是玩笑開過火，已對徐瑋吟致歉並談和解。4月18日，徐瑋吟錄製狼谷競技台《GAME什麼東西》節目，在節目主持人阿達與現場嘉賓的陪同下，在事發後首度受訪。在面對「是否接受辜莞允道歉」的提問時說：「誠心道歉是必要」。。

## 外部連結
- 徐瑋吟 鮪魚的Facebook專頁